# Pierre-Louis-Napoléon Chernoviz
Pierre-Louis-Napoléon Chernoviz (en polonais, Piotr Ludwik Napoleon Czerniewicz, et, en portugais, Pedro Luiz Napoleão Chernoviz), né le 11 septembre 1812 à Łuków (Pologne) et décédé le 30 août 1881 à Paris, est un docteur en médecine, écrivain scientifique et éditeur d'origine polonaise, médecin de l'empereur Pierre II du Brésil.

## Biographie
D'une vieille famille polonaise, fils d'un colonel de lanciers polonais, Pierre-Louis-Napoléon Chernoviz commence ses études de médecine à Varsovie jusqu'à la fermeture de son université à la suite des événements de 1830-1831. Ayant pris part à l'insurrection, il s'installe alors en France et sort diplômé de la Faculté de médecine de Montpellier en 1837.
Il s'installe à Rio de Janeiro au Brésil en 1840, envoyé en mission par le roi Louis-Philippe Ier, et développe avec succès une pratique médicale. Il devient membre l'Académie impériale de médecine (pt) et médecin de l'empereur Pierre II du Brésil. Il est fait chevalier de l'ordre du Christ et commandeur de l'ordre de la Rose.
En 1846, Chernoviz épouse, à Rio de Janeiro, Julie Bernard, une brésilienne d'origine française. Ils seront les parents de onze enfants, dont l'éditeur Fernando Chernoviz, ainsi que les beaux-parents du député Louis Calla, d'Emmanuel Magniol (petit-fils de Pierre-Alexandre Vignon), de Joseph des Moutis (petit-fils de Nicolas Joseph Hervez de Chegoin) et de l'avocat parisien Alfred Bellenger (remarié à une fille de l'amiral Dumas-Vence).
Il se distingue en luttant efficacement contre l'épidémie de fièvre jaune qui sévit à Rio entre 1850 et 1852.
En 1855, il revient s'installer à Paris, tout en restant actif dans les communautés médicales et scientifiques de Bahia et de Rio de Janeiro.
Chernoviz a écrit plusieurs ouvrages médicaux et scientifiques, destinés aux profanes, qui sont devenus très populaires dans toute l'Amérique latine.
Il est inhumé au cimetière de Passy, à Paris (3e division).

## Hommage
Son nom a été donné à une rue du 16e arrondissement de Paris.

## Publications
- Formulario e guia medico, 1841
- Dicionario de medicina popular e das ciensias acessorias
- Historia Natural para Meninos e Meninas

### Sources
- Chernoviz, le Dorvault brésilien, était Polonais d'origine, Français d'éducation : Carlos da Silva Araujo, (d'après la communication par lui faite au Congrès international d'Histoire de la médecine, Varsovie, sept. 1962)
- Luc Lauriau et Jean-Pierre Naude des Moutis, Pierre-Louis-Napoléon Chernoviz (1812-1881), docteur en médecine, chevalier de l'ordre du Christ et commandeur de l'ordre de la Rose (Brésil)
- François Terré, Luc Lauriau-Chernoviz, Jean-Pierre Naudé des Moutis, Pierre-Louis-Napoléon Chernoviz: (1812-1881) : l'histoire de la brillante destinée d'un aristocrate polonais et de sa famille : collection d'archives familiales, 2009
- André Fabre, De grands médecins méconnus, 2010